# Darren Sharper
Darren Mallory Sharper (født 3. november 1975 i Richmond, Virginia, USA) er en tidligere amerikansk football-spiller, der spillede som safety for NFL-holdene Green Bay Packers, Minnesota Vikings og New Orleans Saints. Hans karriere strakte sig fra 1997 til 2010.
Sharper var i 2010 en del af det New Orleans Saints-hold, der vandt Super Bowl XLIV efter sejr over Indianapolis Colts. Hans præstationer er hele fem gange, i 2000, 2002, 2005, 2007 og 2009 resulteret i udtagelse til NFL's All-Star kamp, Pro Bowl.

## Klubber
- 1997-2004: Green Bay Packers
- 2005-2008: Minnesota Vikings
- 2009-2010: New Orleans Saints